# Филокл
Филокл (др.-греч. Φιλοκλῆς; V век до н. э.) — древнегреческий драматург, племянник Эсхила, писавший трагедии на мифологические сюжеты. Все его произведения полностью утрачены.

## Биография
Филокл происходил из аттической аристократической семьи и приходился по своей матери Филопейфо родным племянником «отцу трагедии» Эсхилу и герою Марафонской битвы Кинегиру. Продолжая семейную традицию, Филокл писал трагедии, которые ставились на сцене с большим успехом: известно, что в одном из драматических состязаний он победил Софокла с его «Царём Эдипом». Антиковеды полагают, что Филокл был верным последователем своего дяди с точки зрения как стиля и драматической техники, так и подбора сюжетов. Все его произведения полностью утрачены, о его влиянии на афинскую драматургию ничего не известно.
В византийской энциклопедии «Суда» упоминаются семь трагедий Филокла: «Эригона», «Навплий», «Эдип», «Эней», «Приам», «Пенелопа», «Филоктет». Благодаря схолиям к Аристофану известно о существовании тетралогии Филокла «Пандионида», в состав которой входила трагедия «Терей» (Аристофан, по-видимому, пародирует её в комедии «Птицы»). О том, как драматург интерпретировал классический сюжет, нет никаких данных: во всех последующих источниках излагается только версия Софокла из пьесы с тем же названием.
Сохранился фрагмент ещё одной пьесы Филокла, где действуют Гермиона, Орест и Неоптолем. В филокловой версии мифа Менелай решает выдать свою дочь за Неоптолема, когда она уже беременна от Ореста.